# پیمان آر سی دی
پیمان «همکاری عمران منطقه ای» (آر. سی. دی) یکی از پیمان‌های منطقه‌ای که، ایران و ترکیه و پاکستان در آن عضویت داشته‌اندبود. در کنفرانس مزبور، سران سه کشور عقیده خود را مبنی بر اینکه همکاری منطقه‌ای عامل اساسی در تسریع رشد و توسعه ملی و تأمین صلح و آرامش و ثبات می‌باشد، تأکید نمودند. ترکیه عضو ناتو و پاکستان عضو سیتو بود و پیمان «آر.سی. دی» براساس پیمان سنتو که هر سه کشور عراق، ایران و ترکیه پیش از آن، در آن عضویت داشتند، منعقد شد و آر.سی. دی ۵ سال پس از سنتو به عنوان معاهده‌ای مکمل آن منعقد گردید.
پیشرفت همکاری عمران منطقه‌ای سریع و چشمگیر بود و توانست برنامه‌های متعددی در زمینه‌های مختلف در چارچوب این همکاری به مرحله اجرا درآورد که شامل طرح‌های صنعتی، نفت و پتروشیمی، بازرگانی، جهانگردی، حمل و نقل و ارتباطات، امور پستی، همکاری فنی و علوم اداری، امور بهداشتی، کشاورزی، امور اجتماعی و فرهنگی و اطلاعات و مطبوعات بود.
سازمان عمران منطقه‌ای از سال ۱۹۸۵م با تلاش جمهوری اسلامی ایران به "سازمان همکاری اقتصادی" که اختصاراً "اکو" خوانده می‌شود، تغییر نام داد و به دنبال آن اصلاحات و تغییراتی در تشکیلات آن صورت گرفت و این تشکیلات بعد از پیروزی انقلاب در ایران نیز همچنان تحت عنوانِ " اکو " (سازمان همکاری‌های اقتصادی) به فعالیت‌های خود ادامه داد. این سازمان حدود ۱۰ مؤسسه تخصصی دارد.

## تاریخ
۳۰ تیر ۱۳۴۳ در پی ملاقات دو روزه سران سه کشور ترکیه، ایران و پاکستان، در استانبول «پیمان عمران منطقه ای» «آر سی دی» شکل گرفت.

## اهداف پیمان
از جمله اهداف این سازمان، توسعه ارتباطات و جهانگردی بین سه کشور عضو و آشنا نمودن مردم آن‌ها با فرهنگ یک‌دیگر بود. از دیگر توافقات حاصله در این مذاکرات لغو تشریفات روادید مسافرت بود. در واقع، این برنامه‌ها در راستای رسیدن به اهدافی کلی‌تر طرح‌ریزی شده بود، اهدافی چون ایجاد و تقویت همکاری در زمینه‌های اقتصادی و فرهنگی بین سه کشور و استفاده از امکانات موجود به منظور رشد اقتصادی و اجتماعی منطقه و در نتیجه بالا بردن سطح زندگی مردم کشورهای عضو از اهداف پیمان آرسی‌دی بود.

## موانع
مشکل اساسی در سازمان همکاری عمران منطقه‌ای (آر.سی. دی) این بود که سه کشور عضو نمی‌توانستند مکمل یکدیگر باشند، بلکه رقیب یکدیگر در بازارهای جهانی بودند. تنها امتیاز این بود که ایران می‌توانست نفت مورد نیاز دو کشور عضو دیگر را تأمین نماید.